# Euproctis fusca
Euproctis fusca är en fjärilsart som beskrevs av Rothschild 1915. Euproctis fusca ingår i släktet Euproctis och familjen tofsspinnare. Inga underarter finns listade i Catalogue of Life.